# 二天一流

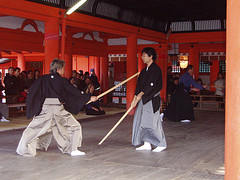
二天一流

二天一流（にてんいちりゅう）是日本武術家宮本武藏，晚年於熊本市完成的劍術流派。這個理論記載於宮本武藏晩年的著作《五輪書》中。也被稱為二天流、武藏流。

## 歷史
宮本武蔵之父新免無二為包含十手、二刀流等技術的當理流傳人，武藏以之為基礎發展並改名為圓明流。晚年，將傳承的十手、一刀、二刀等招法捨去，整合成五式稱為「五方」，右手大太刀、左手小太刀的二刀招法，並在著作《五輪書》中書寫其相關的兵法理論。《五輪書》中使用二刀一流、二天一流等流派名，而最後定名為二天一流。後世也將其稱為二天流或武藏流。
雖然武藏晚年亦有細川家家老的松井寄之等弟子，武藏死後，二天一流以得到傳授《五輪書》的寺尾孫之允勝信、照顧臥病武藏的其弟寺尾求馬助信行為中心傳承。
寺尾孫之允弟子有獲得《五輪書》傳承的浦上十兵衛（慶安4年・1651年）、柴任三左衛門（承応2年・1653年）、山本源介（寛文7年・1667年）、槙島甚介（寛文8年・1668年）等人，《武公傳》中另紀載有井上角兵衛、中山平右衛門、提沢兵衛永衛…等。細川家重臣松井直之、山名十左衛門亦為其門下高弟。
二天一流中所谓“二天”就是指“二天晒日”（《五方之太刀道序》）之意，指的是太阳和月亮：即阴与阳，也就是象征对立的事物。世界一切都是由相对事物组成，由这些相对事物相互浸透而使所有事物发展统一，生新的事物。二刀的技法简单的讲就是统一左右两手，手上大小二刀的动作，由此达到战胜对手这一目的。由这对立的二极升华统一而发展这个事实，不单是剑术，甚至是“世界之理”（武藏书状） 因此命名为“兵法二天一流”。
在宮本武藏之後，其弟子分成許多流派，其中熊本縣，由志方系分出的村上正勝系與村上正之系，由村上家分出的野田系，寺尾鄉右衛門勝行的寺尾系，與楊心流柔術師範的山東家等五個流派，是獲得熊本藩承認的五師範家。在二次世界大戰之後，日本流傳的是野田家與山東家這兩個系統。
2009年，赴日修習劍道的臺灣劍道家陳信寰，獲得日本宮本武藏第十代傳人，山東家的宗家今井正之賞識，最後在通過「在兩個半小時內，擊敗33人」的考驗後，贈與祕笈以及傳統木劍，成為三名第十一代傳人中的一人，也是二天一流唯一的日本境外傳人。